# Albrecht II. (Holstein)

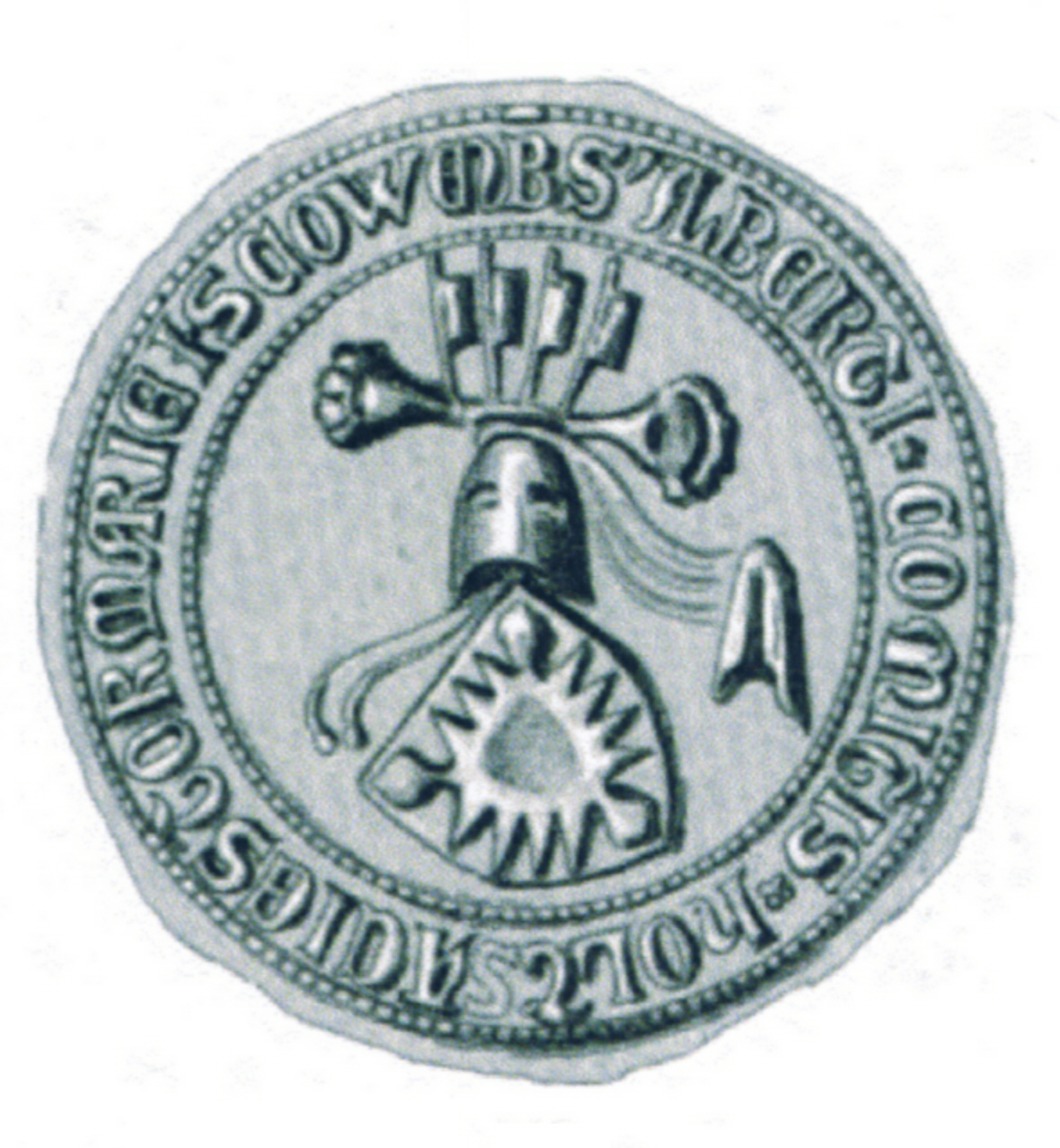
Siegel des Albrecht II. aus der Zeit um 1402

Albrecht II. von Holstein (* ca. 1369, † 28. September 1403 in Dithmarschen begraben in Itzehoe), Sohn des Grafen Heinrich II. von Holstein-Rendsburg und der Ingeborg von Mecklenburg, war ab dem Tode seines Vaters 1384/85 bis 1394 Mit-Graf von Holstein-Rendsburg und 1394–1397 Graf von Holstein-Segeberg (Vertrag vom 9. Oktober 1394) und ab 1397 Graf von Holstein-Kiel (Vertrag vom 28. August 1397).
Nach dem Tod des Vaters koordinierte sein Onkel Graf Nikolaus als Seniorgraf die Zusammenarbeit der Schauenburger. Nach dessen Ableben wurden am 28. August 1397 die Grafschaften Holstein und Stormarn zwischen Albrecht II. und Heinrich III. sowie deren älteren Bruder Gerhard geteilt. Albrecht II. versuchte vergeblich, auch eine Teilung des dänischen Fahnenlehens Herzogtums Schleswig zu erreichen, das Gerhard als Erblehen vom dänischen König Oluf III. auch Olav II. erhalten hatte; scheiterte aber an den dänischen Rechtsvorgaben.
Ein Raubzug seines Schwiegervaters, Herzog Erich IV. von Sachsen-Lauenburg, in Dithmarschen bot den Anlass zu der zwischen 1402 und 1404 andauernden Fehde der Holstein-Rendsburger Grafen gegen die Dithmarscher. Hintergrund dieser Auseinandersetzung sind die jahrzehntelangen Versuche der Grafen von Holstein, die zum Erzstift Bremen gehörigen, jedoch von weltlicher Herrschaft weitgehend unabhängigen Bauerngemeinschaften zu unterwerfen. Da sich Herzog Erich nach begangener Fehde und Plünderungszug über das Einflussgebiet Albrechts zurückgezogen hatte, war der Graf durch die Dithmarscher der Mitwisserschaft beschuldigt worden. Albrecht reinigte sich gegenüber seinen Brüdern durch einen Treueid von selbigen Vorwürfen. Daraufhin angeblich gedrängt durch niederadelige Vertraute und Räte, begannen die Grafen gemeinschaftlich die Fehde gegen die Dithmarscher; energischster Fehdetreibender war indessen Albrecht.
Im Verlauf dieser Fehde verunglückte Graf Albrecht während eines Ausweichmanövers auf der Norderhamme und starb infolge eines Pferdesturzes am 28. September 1403.
Albrecht war mit Agnes († vor 1415), Tochter des Herzogs Erich IV. von Sachsen-Lauenburg († 1412), und der Sophie von Braunschweig-Lüneburg († 1416) vermählt. Aus beiden Ehen gingen keine Kinder hervor.